# Gardner Fox
Gardner Francis Fox (* 20. Mai 1911 in Brooklyn; † 24. Dezember 1986 in Princeton, New Jersey) war ein US-amerikanischer Comicszenarist und Verfasser von über 100 Romanen verschiedener Genres, darunter historische Romane, Science-Fiction, Fantasy und Erotik.

## Leben
Fox war der Sohn des Ingenieurs Leon Francis Fox und von Julia Veronica, geborene Gardner. Nach einem Rechtsstudium an der St. John’s University in New York, das er 1932 mit dem Bachelor abschloss, erhielt er 1935 die Anwaltszulassung und war anschließend bis 1938 Anwalt.
Ab Ende der 1930er Jahre arbeitete er als Comicszenarist für den Verlag DC Comics, für den er mehrere bekannte Figuren schuf, darunter The Flash (gemeinsam mit Harry Lampert), Adam Strange und Hawkman.
Fox gilt auf Grund der Schöpfung der Justice Society of America als Erfinder der Superheldenteams.
Außer für DC schrieb Fox auch Skripts für Marvel und Dark Horse.
Mitte der 1940er Jahre begann Fox neben seiner Arbeit als Comicszenarist auch als Verfasser von phantastischen Erzählungen in Erscheinung zu treten. Eine erste Kurzgeschichte, The Weirds of the Woodcarver, erschien 1944 in Weird Tales.
Weitere Kurzgeschichten folgten, die vor allem in Planet Stories erschienen. Als in den 1950er Jahren der Niedergang der Pulp-Magazine begann, wechselte Fox Markt und Genre und begann zunächst eine Reihe historischer Romane, beginnend unter eigenem Namen mit Madame Buccaneer (1953), The Borgia Blade (1953) und Woman of Kali (1954), die auch ins Deutsche übersetzt wurden. Weitere Genre-Romane folgten, bei denen er sich diverser Pseudonyme bediente, darunter Jefferson Cooper, Jeffrey Gardner und James Kendricks. Ab
Mitte der 1960er schrieb er dann mehrere Low-Fantasy-Romanserien (Alan Morgan, Kothar und Kyrick), sowie zwei Commander-Craig-Science-Fiction-Romane, die ins Deutsche übersetzt wurden.
Als in den 1960er Jahren James-Bond-Fieber und Sexwelle aufeinandertrafen, hatten Erotikromane mit Sexpionage-Themen kurzfristig eine Hochkonjunktur, an der Fox als routinierter Vielschreiber prominent beteiligt war. Er schrieb als Rod Gray die Romane der The Lady from L.U.S.T.-Reihe, zusammen mit Michael Avallone und anderen unter dem Sammelpseudonym Troy Conway mehrere Romane von The Coxeman und unter dem Pseudonym Glen Chase die ersten zwei Dutzend Bände von Cherry Delight: The Sexecutioner.
Insgesamt hatte er 1979 nach eigener Aussage unter Verwendung eines Dutzends Pseudonyme über 110 Romane veröffentlicht.
Für seine Arbeit im Comicbereich wurde Fox vielfach ausgezeichnet, unter anderem mehrfach mit dem Alley Award (1962 als bester Szenarist).
1998 wurde er posthum in die Jack Kirby Hall of Fame und 1999 in die Will Eisner Hall of Fame aufgenommen.
Zudem wurde ihm aus der Serie Justice League die Folge „Legends“ gewidmet.
Fox war seit 1937 verheiratet mit Lynda Julia Negrini, mit der er zwei Töchter hatte.

## Bibliographie

### Comics
(alphabetisch geordnet)
DC Comics
- Action Comics #8–79 (John Zatara); #134, 139–144 (Vigilante); #138 (Congo Bill) (1939–1950)
- Adventure Comics #35–67, 69–77, 81, 83–89 (1939–1944)
- All-American Western #105–106, 113, 115 (1949–1950)
- All-Flash #6–24, 28 (1942–1947)
- All-Flash Quarterly #1–5 (1941–1942)
- All Star Comics #1–34, 46, 50, 53 (1940–1950)
- All Star Western #62, 90–92, 94–95, 97–99. 107–119 (1951–1961)
- The Atom #1–37 (1962–1968)
- Atom and Hawkman #40–41 (1968–1969)
- Batman #41, 165, 170–172. 174–175. 179, 181, 183–184, 186, 188–192, 194–197, 199, 201–202 (1947, 1964–1968)
- Big All-American Comic Book #1 (1944)
- Boy Commandos #36 (1949)
- The Brave and the Bold #28–30 (Justice League); #34–36, 42–44 (Hawkman); #45–49 (Strange Sports); #1–62 (Starman und Black Canary) (1960–1965)
- Comic Cavalcade #1–19 (1942–1947)
- Detective Comics #4–26, 37–43 (Speed Saunders); #29–34, 331. 333–340, 344–345, 347, 349, 351, 353, 356, 359, 361, 363, 366–369, 371, 374, 376–377, 384 (Batman); #328–330, 332–339, 341–342, 345–358, 360–365, 367–383 (Elongated Man) (1937–1969)
- The Flash #117, 123, 129, 137–138, 140, 142–146, 150–152, 154, 159, 162, 164, 166–167, 170–171, 177 (1960–1968)
- Flash Comics #1–80 (1940–1947)
- Funny Stuff #22–27 (1947)
- Green Lantern #27 (1947)
- Green Lantern vol. 2 #16–17, 21–23, 25–29, 32–38, 41–44, 46, 48, 50, 57–58, 60, 62, 65, 67 (1962–1969)
- Hawkman #1–21 (1964–1967)
- Hopalong Cassidy #86, 89, 91–92, 112–113, 115, 117–121, 124 (1954–1957)
- Jimmy Wakely #1–3, 7–9, 11, 15 (1949–1952)
- Justice League of America #1–38, 40–47, 49–57, 59–65 (1960–1968)
- More Fun Comics #55–95 (Doctor Fate) (1940–1944)
- Mystery in Space #1–5, 7–15, 31–32, 36, 41, 43, 45–48, 50–91 (1951–1964)
- New York World’s Fair Comics #1–2 (1939–1940)
- Sensation Comics #1–10, 109 (1942–1952)
- Showcase #15–16 (Space Ranger); #17–19 (Adam Strange); #34–36 (the Atom); #55–56 (Doctor Fate and Hourman); #60–61, 64 (Spectre) (1958–1966)
- The Spectre #1–2, 6–7 (1967–1968)
- Strange Adventures #1–21, 23–26, 29–30, 35, 38, 50, 69, 71, 73–74, 78–81, 83–84, 86–97, 99, 101–107, 109–116, 118–159, 161, 163, 226 (1950–1970)
- Superboy #20 (1952)
- Western Comics #4, 19–21, 23–27, 31–37. 39–46, 56–85 (1948–1961)
- World’s Best Comics #1 (1941)
- World’s Finest Comics #2–8, 51–60, 62, 64 (1941–1953)

Marvel Comics
- Chamber of Chills #2–4 (1973)
- Creatures on the Loose #26–27 (1973–1974)
- Doc Savage #5–7 (1973)
- Dracula Lives! #4 (1974)
- Gunhawks #7 (1973)
- Journey into Mystery vol. 2 #4 (1973)
- Marvel Premiere #5–8 (Doctor Strange) (1972–1973)
- Marvel Spotlight #1 (Red Wolf) (1971)
- Monsters Unleashed #1 (1973)
- Red Wolf #2–8 (1972–1973)
- The Tomb of Dracula #5–6 (1972–1973)
- Vampire Tales #1–2 (1973)

Dark Horse Books
- Thun’da: King of the Congo (2010, mit Frank Frazetta und Bob Powell)

### Bücher

#### Serien
Crom the Barbarian (Fantasy-Kurzgeschichten)
- 1 Crom the Barbarian (1950, mit John Giunta)
- 2 The Spider God of Akka! (1950)

Alan Morgan (Fantasy)
- 1 Warrior of Llarn (1964)
- 2 Thief of Llarn (1966)

Commander Craig (Science-Fiction)
- 1 Beyond the Black Enigma (1965, als Bart Somers)
  - Deutsch: Welten am Abgrund. Übersetzt von Heinz F. Kliem. Ullstein 2000 #25, 1972, ISBN 3-548-02893-4.
- 2 Abandon Galaxy! (1967, als Bart Somers)
  - Deutsch: Zeitbombe Galaxis. Übersetzt von Heinz F. Kliem. Ullstein 2000 #17, 1972, ISBN 3-548-02872-1.

The Lady from L.U.S.T. (Erotik und Spionage, als Rod Gray)
- 1 The Lady From L.U.S.T. (1967, auch als Lust Be a Lady Tonight)
  - Deutsch: Spielwiese der Lust. Decker (Sexer #20), 1971.
- 2 Lay Me Odds (1967)
- 3 The 69 Pleasures (1967)
  - Deutsch: 69 Liebesfreuden. Decker (Sexer #5), 1970.
- 4 Five Beds to Mecca (1968)
  - Deutsch: 5 Betten bis Mekka. Decker (Sexer #14), 1971.
- 5 The Hot Mahatma (1968)
- 6 To Russia with L.U.S.T. (1968)
- 7 Kiss My Assassin (1968)
  - Deutsch: Tödliche Wollust. Decker (Sexer #1), 1970.
- 8 South of the Bordello (1968)
  - Deutsch: Südlich Bordello. Decker (Sexer #9), 1970.
- 9 The Poisoned Pussy (1968, auch als Sock It To Me)
  - Deutsch: Gefährliche Umarmungen. Decker (Sexer #23), 1971.
- 10 The Big Snatch (1970)
  - Deutsch: Nackt und wild. Decker (Sexer #4), 1970.
- 11 Lady In Heat (1970)
  - Deutsch: Die heisse Lady. Decker (Sexer #11), 1970.
- 12 Laid in the Future (1970)
- 13 Blow My Mind (1971)
  - Deutsch: Die Sexspionin. Decker (Sexer #7), 1970.
- 14 The Copulation Explosion (1970)
  - Deutsch: Die Finger-Lady. Decker (Sexer #26), 1971.
- 15 Easy Ride (1971)
- 16 The Lady Takes It All Off (1971)
- 17 Turned On to Lust (1971)
- 18 Skin Game Dame (1972)
- 1001 Go For Broke (1975)
- 1002 Have a Snort! (1975)
- 1003 Target for Tonight (1975)
- 1004 The Maracaibo Affair (1975)
- 1005 Voodoo Kill (1975)
- 1006 The Lady Killer (1975)
- 1007 Kill Her With Love (1975)

Kothar (Fantasy)
- 1 Kothar: Barbarian Swordsman (1969)
  - Deutsch: Kampf im Labyrinth. Übersetzt von Lore Straßl. Pabel (Terra Fantasy #64), 1979.
- 2 Kothar of the Magic Sword! (1969)
  - Deutsch: Die rote Hexe. Übersetzt von Lore Straßl. Pabel (Terra Fantasy #67), 1979.
- 3 Kothar and the Demon Queen (1969)
  - Deutsch: Die Dämonenkönigin. Übersetzt von Lore Straßl. Pabel (Terra Fantasy #70), 1980.
- 4 Kothar and the Conjurer’s Curse (1970)
  - Deutsch: Des Hexers Fluch. Übersetzt von Lore Straßl. Pabel (Terra Fantasy #73), 1980.
- 5 Kothar and the Wizard Slayer (1970)
  - Deutsch: Der Barbar und der Meuchler. Übersetzt von Lore Straßl. Pabel (Terra Fantasy #76), 1980.
- The First Kothar the Barbarian MEGAPACK® (2016, Bände 1–3)
- The Second Kothar the Barbarian MEGAPACK® (2016, Bände 4 und 5)

Kyrick (Fantasy)
- 1 Kyrik: Warlock Warrior (1975)
- 2 Kyrik Fights the Demon World (1975)
- 3 Kyrik and the Wizard’s Sword (1976)
- 4 Kyrik and the Lost Queen (1976)

#### Einzelromane
- Madame Buccaneer (1953)
  - Deutsch: Piraten-Lizzie. Übersetzt von Barara Colfoer. Lehning, Hannover 1957.
- The Borgia Blade (1953)
  - Deutsch: Der Degen der Borgia Übersetzt von Niko Muri. Lehning, Hannover 1957.
- Woman of Kali (1954)
  - Deutsch: Priesterin des Todes. Übersetzt von Karl L. Meirowsky. Lehning, Hannover 1957; auch: Priesterin der Liebe. Übersetzt von Gregor Zeitvogel. Ullstein-Bücher #3561, 1976, ISBN 3-548-03561-2.
- The Gentleman Rogue (1954)
- Rebel Wench (1955)
- Queen of Sheba (1956)
- One Sword for Love (1956)
- Terror over London (1957)
- The Conquering Prince (1958)
- Witness This Woman (1959)
- Creole Woman (1959)
- The Devil Sword (1960, als Kevin Matthews)
- Bastard of Orleans (1960)
  - Deutsch: Der Bastard von Orleans. Übersetzt von Ingrid Rothmann. Ullstein-Bücher #3498, 1978, ISBN 3-548-03498-5.
- Scandal in Suburbia (1960)
- Ivan the Terrible (1961)
- Woman of Egypt (1961, als Kevin Matthews)
- Barbary Devil (1961, als Jeffrey Gardner)
- As Good as Dead (1962)
- Five Weeks in a Balloon (1962, Romanfassung der US-Verfilmung von Jules Vernes’ Roman Fünf Wochen im Ballon von 1962)
- Cleopatra  (1962 als Jeffrey Gardner)
- One Wife’s Ways (1963)
- Tom Blood, Highwayman (1963)
- Escape Across the Cosmos (1964, Raubdrucke mit einigen geänderten Namen und sonst gleichem Text: Titans of the Universe, 1978, mit Autorenname Moonchild, und Star Chase, mit Autorenname Brian James Royal)
- The Arsenal of Miracles (1964)
- The Hunter Out of Time (1965)
- The Druid Stones (1965, als Simon Majors)
  - Deutsch: Der Druiden-Stein. Übersetzt von Eleonore Stadler. Ullstein-Bücher #3340, 1977, ISBN 3-548-03340-7.
- Helen of Troy (1965, als Kevin Mathews)
  - Deutsch: Die schöne Helena. Übersetzt von Annelore Kleinlein. Bastei-Galant-Taschenbuch #10, 1971.
- Lion of Lucca (1966)
- Conehead (1973)
- The Bold Ones (1976)
- The Liberty Sword (1976)
- Hurricane (1976)
- Savage Passage (1978)
- Blood Trail (1979)
- Carty (1979)

als Jefferson Cooper
- Arrow in the Hill (1955)
- The Bloody Sevens (1956)
- The Swordsman (1957)
- The Questing Sword (1958)
- Captain Seadog (1959)
- Veronica’s Veil (1959)
- Delilah (1962)
- Jezebel (1963)
- Slave of the Roman Sword (1965)
- This Swordfor Hire (1966)

als James Kendricks
- Beyond Our Pleasure (1959)
- Sword of Casanova (1959)
- Adultress (1960)
- She Wouldn’t Surrender (1960)
- The Wicked, Wicked Woman (1961)
- Love Me Tonight (1963)

als Lynna Cooper
- An Offer of Marriage (1976)
- Substitute Bride (1976)
- Her Heart’s Desire (1976)
- The Hired Wife (1978)
- Forgotten Love (1979)
- Hearts in the Highlands (1980)
- Inherit My Heart (1981)

#### Kurzgeschichten
- The Weirds of the Woodcarver (1944)
- The Last Monster (1945)
- Man nth (1945)
- Engines of the Gods (1946)
- Rain, Rain, Go Away! (1946)
- Heart of Light (1946)
- The Man the Sun-Gods Made (1946)
- Sword of the Seven Suns (1947)
- Vassals of the Lode-Star (1947)
- Werwile of the Crystal Crypt (1948)
- When Kohonnes Screamed (1948)
- The Rainbow Jade (2016)
- Temptress of the Time Flow (1950)
- Tonight the Stars Revolt! (1952)
  - Deutsch: Heut nacht erheben sich die Sterne!. Übersetzt von Heinz Nagel. In: Brian W. Aldiss & Wolfgang Jeschke (Hrsg.): Titan 21. Heyne SF&F #4036, 1983, ISBN 3-453-30977-4.
- The Warlock of Sharrador (1953)
- The Holding of Kolymar (1972)
- Shadow of a Demon (1976)
  - Deutsch: Dämonenschatten. Übersetzt von Susi Grixa. Pabel (Terra Fantasy #88), 1981.
- Beyond the Wizard Fog (1977)
- The Stolen Sacrifice (1978)
- The Thing From the Tomb (1979)
- The Eyes of Mavis Deval (1980)
- The Cube From Beyond (1980)
- The Cup of Golden Death (1980)
- Out of the Eons (1980)
- The Lure of the Golden Godling (1980)
- The Coming of the Sword (1981)